# سنگ‌چشم بیشه گلی
سنگ‌چشم بیشه گلی (نام علمی: Rhodophoneus cruentus) نام یک گونه از تیره سنگ‌چشم بیشه است.